# ザビール・スタジアム
ザビール・スタジアム（アラビア語: ملعب زعبيل）は、アラブ首長国連邦の首都ドバイにあるコミュニティ・ザビールにある多目的スタジアム。主にサッカーの試合に使用される。スタジアムの収容人数は8,439人で、1974年に完成、1980年10月20日にグランドオープンした。
アラビアン・ガルフ・リーグに所属するアル・ワスルFCがホームスタジアムとして使用している。 2001年5月11日には、アイルランドのボーカルポップバンド・ウエストライフが、アルバム「Coast toCoast」の発売記念ツアー「Where Dreams Come True」のコンサートを開催した。